# ديفيد هيغينز (لاعب رماية)
ديفيد هيغينز (بالإنجليزية: David Higgins)‏ هو لاعب رماية أمريكي، ولد في 27 يونيو 1994 في سان كليمينتي في الولايات المتحدة.

## وصلات خارجية
- ديفيد هيغينز على موقع الاتحاد الدولي (الإنجليزية)
- ديفيد هيغينز على موقع أوليمبيديا (الإنجليزية)
- ديفيد هيغينز على موقع اللجنة الأولمبية والبارالمبية الأمريكية (الإنجليزية)